# لونا ۲۱
لونا ۲۱ (به انگلیسی: Luna 21) یا لونیک ۲۱ (به انگلیسی: Lunik 21) یک فضاپیمای بدون سرنشین برنامه لونا ساخت اتحاد جماهیر شوروی سوسیالیستی بود. این فضاپیما از کره زمین به سوی فضا پرتاب شد و سرانجام بر روی کره ماه فرود آمد.